# Thai-Denmark Super League 2016 (pallavolo femminile)
La Thai-Denmark Super League 2016 si è svolta dal 23 al 28 marzo 2016: al torneo hanno partecipato otto squadre di club thailandesi e la vittoria finale è andata per la seconda volta consecutiva al Bangkok Glass Volleyball Club.

## Regolamento

### Formula
Le squadre hanno disputato una prima fase a gironi con formula del girone all'italiana; al termine della prima fase, le prime due classificate di ogni girone hanno acceduto alla fase finale per il primo posto strutturata in semifinali e finale.

### Criteri di classifica
Se il risultato finale è stato di 3-0 o 3-1 sono stati assegnati 3 punti alla squadra vincente e 0 a quella sconfitta, se il risultato finale è stato di 3-2 sono stati assegnati 2 punti alla squadra vincente e 1 a quella sconfitta.
L'ordine del posizionamento in classifica è stato definito in base a:
- Numero di partite vinte;
- Punti;
- Ratio dei set vinti/persi;
- Ratio dei punti realizzati/subiti;
- Risultati degli scontri diretti.

## Squadre partecipanti
| Squadra           | Qualificazione                             | Ultima partecipazione          |
| ----------------- | ------------------------------------------ | ------------------------------ |
| Bangkok Glass     | 1ª alla Volleyball Thailand League 2015-16 | Thai-Denmark Super League 2015 |
| King-Bangkok      | 6ª alla Volleyball Thailand League 2015-16 | Debutto                        |
| Supreme Chonburi  | 2ª alla Volleyball Thailand League 2015-16 | Thai-Denmark Super League 2015 |
| Hong Kong         | Wild card                                  | Debutto                        |
| Idea Khonkaen     | 4ª alla Volleyball Thailand League 2015-16 | Thai-Denmark Super League 2015 |
| Nakhon Ratchasima | 3ª alla Volleyball Thailand League 2015-16 | Thai-Denmark Super League 2015 |
| Nakornnonthaburi  | 5ª alla Volleyball Thailand League 2015-16 | Thai-Denmark Super League 2015 |
| PSL All-Stars     | Wild card                                  | Debutto                        |

## Torneo

### Fase a gironi
| Girone A         | Girone B          |
| ---------------- | ----------------- |
| Bangkok Glass    | King-Bangkok      |
| Idea Khonkaen    | Supreme Chonburi  |
| Nakornnonthaburi | Hong Kong         |
| PSL All-Stars    | Nakhon Ratchasima |

#### Girone A

##### Risultati
| 23 marzo 2016 MCC Hall, Bangkok Durata: ? - Spettatori: ? | Bangkok Glass    | 3 - 1 | PSL All-Stars    | 23-25, 25-11, 25-16, 25-9  |
| 24 marzo 2016 MCC Hall, Bangkok Durata: ? - Spettatori: ? | Bangkok Glass    | 3 - 1 | Nakornnonthaburi | 25-18, 25-16, 20-25, 25-17 |
| 24 marzo 2016 MCC Hall, Bangkok Durata: ? - Spettatori: ? | PSL All-Stars    | 0 - 3 | Idea Khonkaen    | 22-25, 20-25, 19-25        |
| 25 marzo 2016 MCC Hall, Bangkok Durata: ? - Spettatori: ? | Nakornnonthaburi | 1 - 3 | Idea Khonkaen    | 18-25, 15-25, 25-17, 16-25 |
| 26 marzo 2016 MCC Hall, Bangkok Durata: ? - Spettatori: ? | Bangkok Glass    | 3 - 0 | Idea Khonkaen    | 25-21, 25-10, 25-16        |
| 26 marzo 2016 MCC Hall, Bangkok Durata: ? - Spettatori: ? | PSL All-Stars    | 1 - 3 | Nakornnonthaburi | 15-25, 11-25, 25-23, 15-25 |

##### Classifica
| Pos | Squadra          | Pt | G | V | P | SV | SP | Ratio | PF  | PS  | Ratio |
| --- | ---------------- | -- | - | - | - | -- | -- | ----- | --- | --- | ----- |
| 1   | Bangkok Glass    | 9  | 3 | 3 | 0 | 9  | 2  | 4.500 | 268 | 179 | 1.497 |
| 2   | Idea Khonkaen    | 6  | 3 | 2 | 1 | 6  | 4  | 1.500 | 214 | 210 | 1.019 |
| 3   | Nakornnonthaburi | 3  | 3 | 1 | 2 | 5  | 7  | 0.714 | 248 | 253 | 0.980 |
| 4   | PSL All-Stars    | 0  | 3 | 0 | 3 | 2  | 9  | 0.222 | 188 | 271 | 0.694 |

#### Girone B

##### Risultati
| 23 marzo 2016 MCC Hall, Bangkok Durata: ? - Spettatori: ? | Supreme Chonburi  | 3 - 0 | Hong Kong         | 25-10, 25-18, 25-12       |
| 24 marzo 2016 MCC Hall, Bangkok Durata: ? - Spettatori: ? | Nakhon Ratchasima | 3 - 0 | King-Bangkok      | 25-18, 25-21, 25-21       |
| 25 marzo 2016 MCC Hall, Bangkok Durata: ? - Spettatori: ? | Supreme Chonburi  | 3 - 1 | Nakhon Ratchasima | 25-27, 25-9, 25-21, 25-19 |
| 25 marzo 2016 MCC Hall, Bangkok Durata: ? - Spettatori: ? | Hong Kong         | 0 - 3 | King-Bangkok      | 24-26, 18-25, 14-25       |
| 26 marzo 2016 MCC Hall, Bangkok Durata: ? - Spettatori: ? | Supreme Chonburi  | 3 - 0 | King-Bangkok      | 25-16, 25-23, 25-8        |
| 26 marzo 2016 MCC Hall, Bangkok Durata: ? - Spettatori: ? | Hong Kong         | 0 - 3 | Nakhon Ratchasima | 13-25, 11-25, 17-25       |

##### Classifica
| Pos | Squadra           | Pt | G | V | P | SV | SP | Ratio | PF  | PS  | Ratio |
| --- | ----------------- | -- | - | - | - | -- | -- | ----- | --- | --- | ----- |
| 1   | Supreme Chonburi  | 9  | 3 | 3 | 0 | 9  | 1  | 9.000 | 250 | 163 | 1.534 |
| 2   | Nakhon Ratchasima | 6  | 3 | 2 | 1 | 7  | 3  | 2.333 | 226 | 201 | 1.124 |
| 3   | King-Bangkok      | 3  | 3 | 1 | 2 | 3  | 6  | 0.500 | 183 | 206 | 0.888 |
| 4   | Hong Kong         | 0  | 3 | 0 | 3 | 0  | 9  | 0.000 | 137 | 226 | 0.606 |

#### Fase finale
|  | Semifinali | Semifinali        | Semifinali |                  |    | Finale        | Finale | Finale |  |
|  |            |                   |            |                  |    |               |        |        |  |
|  | 1A         | Bangkok Glass     | 3          |                  |    |               |        |        |  |
|  | 1A         | Bangkok Glass     | 3          |                  |    |               |        |        |  |
|  | 2B         | Nakhon Ratchasima | 0          |                  |    |               |        |        |  |
|  | 2B         | Nakhon Ratchasima | 0          |                  | 1A | Bangkok Glass | 3      |        |  |
|  |            |                   |            |                  | 1A | Bangkok Glass | 3      |        |  |
|  |            |                   | 1B         | Supreme Chonburi | 2  |               |        |        |  |
|  | 2A         | Idea Khonkaen     | 1B         | Supreme Chonburi | 2  | 1             |        |        |  |
|  | 2A         | Idea Khonkaen     |            |                  |    |               |        |        |  |
|  | 1B         | Supreme Chonburi  | 3          |                  |    |               |        |        |  |

##### Semifinali
| 27 marzo 2016 MCC Hall, Bangkok Durata: ? - Spettatori: ? | Bangkok Glass | 3 - 0 | Nakhon Ratchasima | 25-21, 25-23, 25-13        |
| 27 marzo 2016 MCC Hall, Bangkok Durata: ? - Spettatori: ? | Idea Khonkaen | 1 - 3 | Supreme Chonburi  | 18-25, 20-25, 25-22, 21-25 |

##### Finale
| 28 marzo 2016 MCC Hall, Bangkok Durata: ? - Spettatori: ? | Bangkok Glass | 3 - 2 | Supreme Chonburi | 11-25, 25-18, 25-20, 22-25, 16-14 |

## Classifica finale
| Pos | Squadre           |
| --- | ----------------- |
|     | Bangkok Glass     |
| 2   | Supreme Chonburi  |
| 3   | Nakhon Ratchasima |
| 3   | Idea Khonkaen     |
| 5   | Nakornnonthaburi  |
| 5   | King-Bangkok      |
| 7   | PSL All-Stars     |
| 7   | Hong Kong         |

## Premi individuali
| Premio                 | Nome                | Squadra          |
| ---------------------- | ------------------- | ---------------- |
| MVP                    | Pornpun Guedpard    | Bangkok Glass    |
| Miglior realizzatrice  | Ajcharaporn Kongyot | Supreme Chonburi |
| Miglior attaccante     | Ajcharaporn Kongyot | Supreme Chonburi |
| Miglior muro           | Márcia Fusieger     | Supreme Chonburi |
| Miglior servizio       | Karina Krause       | Bangkok Glass    |
| Miglior palleggiatrice | Karmen Kočar        | Supreme Chonburi |
| Miglior libero         | Piyanut Pannoy      | Supreme Chonburi |